# Kabinett Ulmanis IV

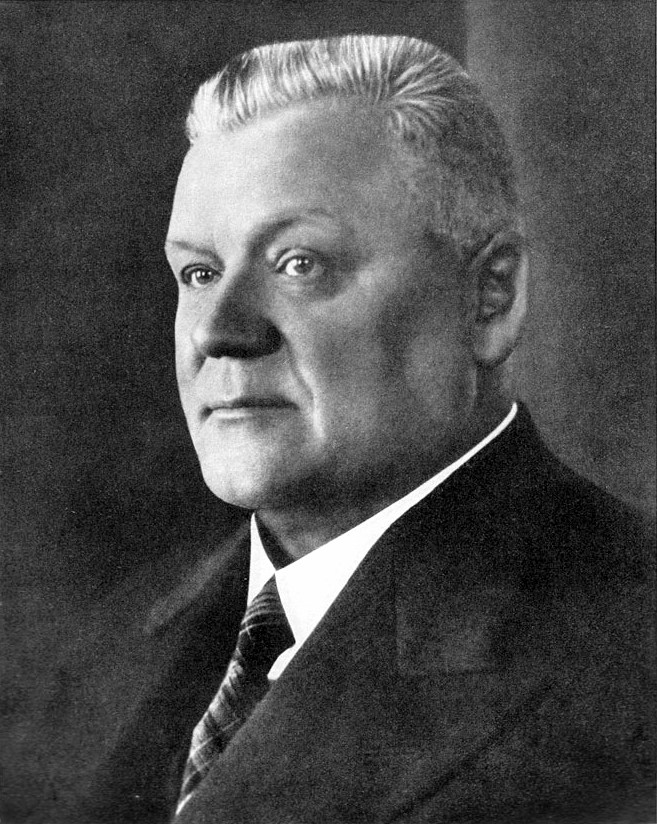
Ministerpräsident Kārlis Ulmanis

Das Kabinett Ulmanis IV war die vierte Regierung der Republik Lettland und wurde am 12. Juni 1920 von Ministerpräsident Kārlis Ulmanis gebildet. Das Kabinett löste das Kabinett Ulmanis III ab und blieb bis zum 18. Juni 1921 im Amt, woraufhin es vom Kabinett Meierovics I abgelöst wurde.
Dem Kabinett gehörten folgende Minister an:
| Amt                               | Amtsinhaber                             | Beginn der Amtszeit             | Ende der Amtszeit               |
| --------------------------------- | --------------------------------------- | ------------------------------- | ------------------------------- |
| Ministerpräsident                 | Kārlis Ulmanis                          | 12. Juni 1920                   | 18. Juni 1921                   |
| Außenminister                     | Zigfrīds Anna Meierovics                | 12. Juni 1920                   | 18. Juni 1921                   |
| Innenminister                     | Arveds Bergs                            | 12. Juni 1920                   | 18. Juni 1921                   |
| Sicherheitsminister               | Ēriks Mārtiņš Feldmanis Jānis Goldmanis | 12. Juni 1920 16. Dezember 1920 | 15. Dezember 1920 18. Juni 1921 |
| Finanzminister                    | Kārlis Puriņš Ringolds Kalnings         | 12. Juni 1920 21. März 1921     | 20. März 1921 18. Juni 1921     |
| Justizminister                    | Rūdolfs Bēnuss                          | 12. Juni 1920                   | 18. Juni 1921                   |
| Landwirtschaftsminister           | Hugo Celmiņš                            | 12. Juni 1920                   | 18. Juni 1921                   |
| Verkehrsminister                  | Ādolfs Kuršinskis                       | 12. Juni 1920                   | 18. Juni 1921                   |
| Arbeitsminister                   | Fridrihs Ozoliņš Pauls Mincs            | 12. Juni 1920 19. Dezember 1920 | 18. Dezember 1920 18. Juni 1921 |
| Bildungsminister                  | Juris Plāķis Longins Ausējs             | 12. Juni 1920 27. April 1921    | 26. April 1921 18. Juni 1921    |
| Minister für Handel und Industrie | Fridrihs Zommers Andrejs Bērziņš        | 12. Juni 1920 14. Januar 1921   | 4. Dezember 1920 18. Juni 1921  |
| Versorgungsminister               | Augusts Kalniņš                         | 12. Juni 1920                   | 30. April 1921                  |
| Staatskontrolleur                 | Pauls Mincs                             | 12. Juni 1920                   | 18. Juni 1921                   |
| Stellvertretender Innenminister   | Jezups Kindzulis                        | 12. Juni 1920                   | 18. Juni 1921                   |